# Kořen

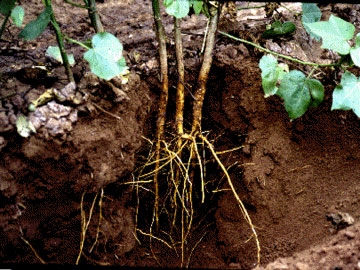
Primární a sekundární kořeny

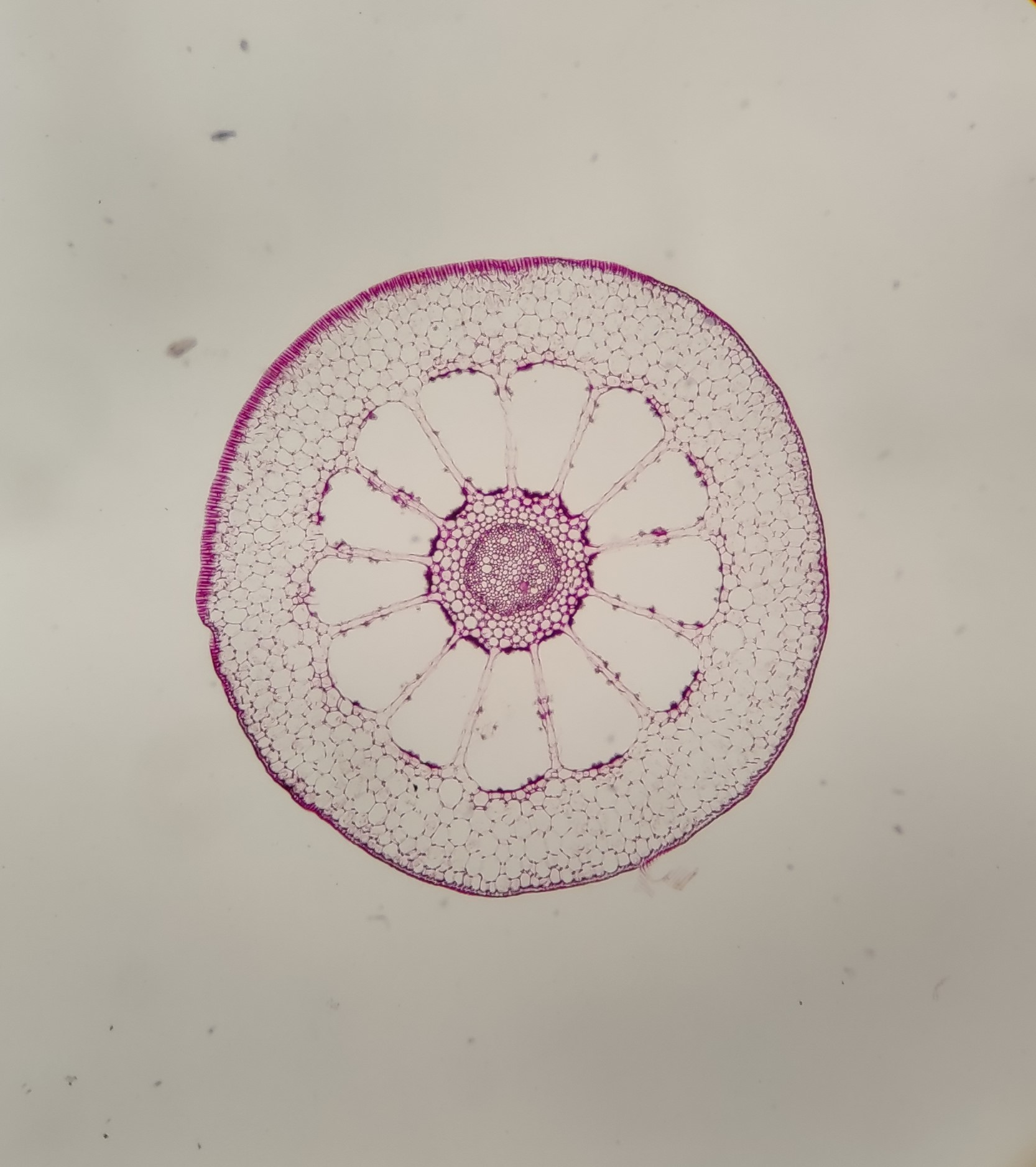
Trvalý preparát příčného řezu kořenem

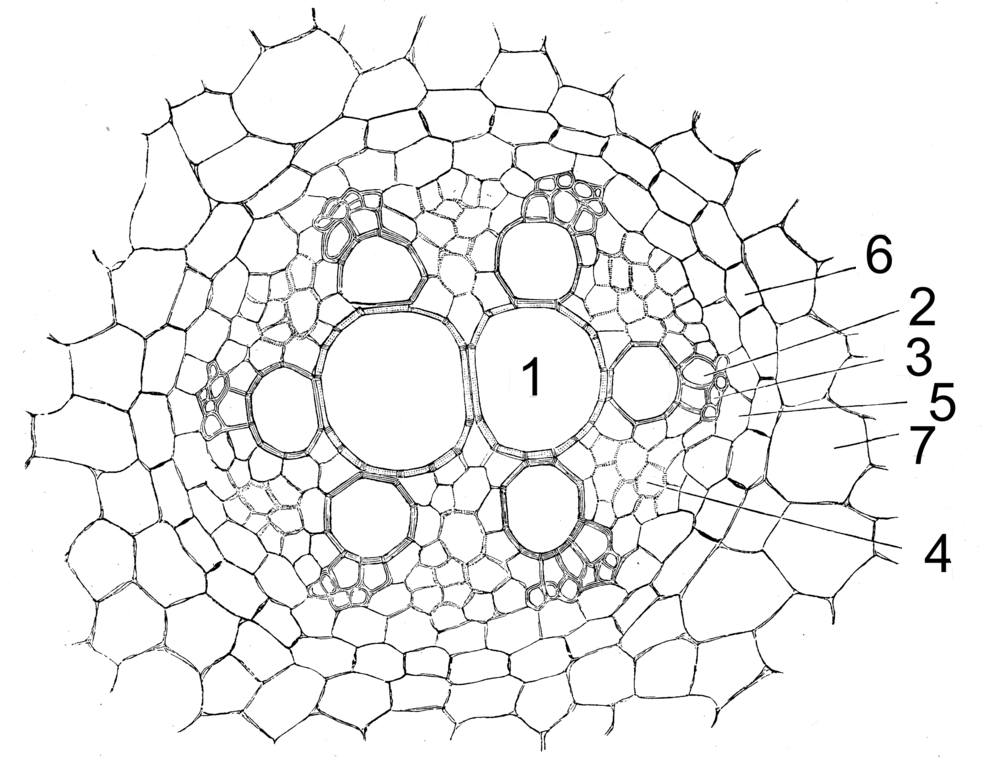
Kořen cibule kuchyňské (Allium cepa); 1. xylém 2. metaxylém 3. protoxylém 4. floém 5. perikambium 6. endodermis 7. primární kůra

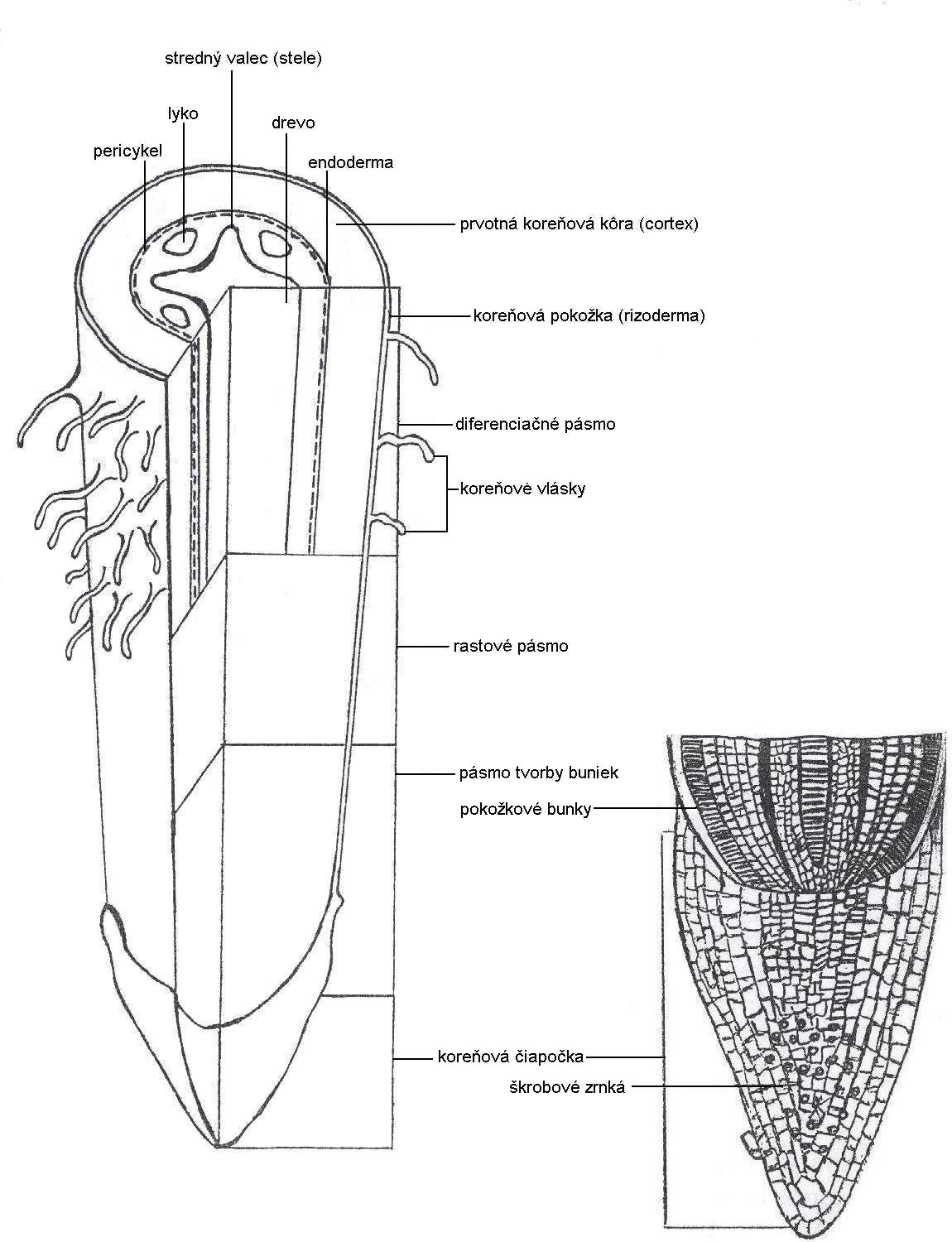
Řez kořenovou špičkou

Kořen (radix) je rostlinný vegetativní orgán, který není dělený na uzliny a internodia s pupeny a nevytváří listy ani šupiny. Zpravidla je podzemní a heterotrofní, tzn. neprovozující fotosyntézu. Je jedním ze tří základních orgánů rostlinného těla spolu se stonkem a listem.
Existence kořenu je spolehlivě doložena již v siluru.
Kořen vyrůstá buď z opačného pólu embrya než stonek, nebo vyrůstá přídatně (adventivně) ze stonků rostliny. Nevětví se pravidelně, nemá zákonitě postavené pupeny a nikdy nenese listy. Dorůstá vegetačním vrcholem, který je kryt čepičkou (calyptra). Roste pozitivně geotropicky a negativně fototropicky, nemá chlorofyl a průduchy, větví se endogenně (má endogenní původ). Primární cévní svazky jsou radiální (paprsčité), druhotným tloustnutím se zdánlivě stávají kolaterálními (bočnými). Tyto původní znaky se mohou změnit (metamorfovat) vlivem změny funkce kořene.
Kořenem čerpá rostlina z půdy vodu s rozpuštěnými minerálními živinami a upevňuje rostlinu v půdě. Druhotně se kořen uplatňuje jako zásobní orgán, orgán vegetativního rozmnožování a při symbióze s jinými rostlinami.
Kořen se vyskytuje u většiny vyšších rostlin. Funkčně obdobnými orgány jsou například rhizoidy mechů a hub či rhiziny lišejníků.
Bez kořenů jsou bublinatky. Tyto masožravé rostliny volně plavou nebo jsou ukotveny v mokrém substrátu pomocí nezelých prýtů s lapacími orgány – lapacími měchýřky.
Kořenový systém rostlin je dynamická struktura ovlivňovaná geneticky i environmentálně.
Biomasa kořenů může tvořit 15–90 % celkové biomasy rostlin. V temperátních a tropických lesích může dosahovat přes 100 tun na jeden hektar. Podíl biomasy kořenů na celkové biomase různých porostů a plodin je následující: v jehličnatém lese 60–73 %, v listnatém (topol) 40 %, v porostech lebedy a bělostníku 65–66 %, v porostu travin v prérii 50–85; podíl biomasy kořenů pícnin a plodin, například vojtěšky je 37 %, kostřavy 31 %, nehnojeného ječmene 23 % a hnojeného ječmene 16 %.
Dva hlavní typy kořenového systému jsou:
- allorhizie – hlavní kořen a postranní kořeny jsou zachovány i v dospělosti;
- homorhizie – po vyklíčení rostliny zakrní hlavní kořen i postranní kořeny a místo nich se vytvoří svazek víceméně stejných nevětvených kořenů adventivních, pomocných, označovaných jako kořeny svazčité (radices fibrillosae); vyskytuje se u kapradin a jednoděložných rostlin (např. česnek, trávy) a některých dvouděložných (např. jahodník).[3]

## Stavba
Mladé kořeny jsou tenké a vyznačují se tzv. primární stavbou. Na příčném řezu obsahuje rhizodermis, primární kůru (exodermis, mezodermis, endodermis) a zcela uprostřed je střední válec (stélé) s pericyklem a radiálními cévními svazky. Později však kořeny nahosemenných či například dvouděložných dřevnatých rostlin potřebují tloustnout – takový kořen označujeme jako sekundární. Sekundární kořen má jiný typ cévního svazku (viz stélé). Vzniká v něm sekundární dřevo a sekundární lýko a – což je nejdůležitější – mezi dřevem a lýkem vzniká dělivé pletivo kambium, jehož činností dřevo a lýko přirůstá. Krycím pletivem se stává druhotná kůra neschopná přijímat živiny. Odumřelá povrchová vrstva druhotně ztloustlého kořene je borka – stejně jako odumřelá povrchová vrstva druhotně ztloustlého stonku (kmene).

## Růst a vývin
Růst kořene je většinou pozitivně geotropický, neboť roste směrem dolů díky vnímání gravitace. Jen vzácně se objevuje negativní geotropismus (kořeny mangrove). Typický pozitivně geotropický růst způsobují škrobová zrna v kořenových buňkách, tzv. statolity. Tato zrna se ukládají (sedimentují) vlivem gravitace na nejnižším místě buňky a navozují zde řízené vylučování hormonu auxinu.
Kořen dorůstá tzv. vzrostným vrcholem krytým čepičkou (calyptra, kalyptra). Za nimi se u většiny rostlin nacházejí tzv. kořenové vlásky sloužící k sání vody a získávání živin. Jejich životnost je poměrně krátká a jsou nahrazovány novými, nacházejícími se dále vpředu, a to v důsledku pokračujícího růstu kořenů.
Kořen má proto obvykle na konci viditelné tři zóny. První je složena z dělivých pletiv a neustále se dělí. Druhá vzniká z té první a nachází se poněkud výše na kořeni – na ní dochází k prodlužování buněk. Třetí zóna je diferenciační, dochází v ní zejména ke vzniku kořenového vlášení.

## Funkce
Kořen má zejména tyto funkce:
- primárně
  - přivádí rostlině vodou a rozpuštěné minerální látky;
  - upevňuje rostlinu v půdě;
- druhotně
  - komunikuje s kořenovým systémem jiných rostlin (symbióza, alelopatie aj.)
  - je orgánem vegetativního rozmnožování;
  - slouží jako zásobní orgán.

## Komunikace
Kořeny každé rostliny komunikují pomocí různých sekundárních metabolitů s kořenovým systémem jiných rostlin společenstva. Metabolity mohou ovlivňovat růst okolních rostlin pozitivně nebo negativně (alelopatie). To má vliv na celkové složení vegetace. Sekundární metabolity produkované kořeny jsou také signálem ke klíčení semen a k tvorbě haustorií parazitických rostlin.

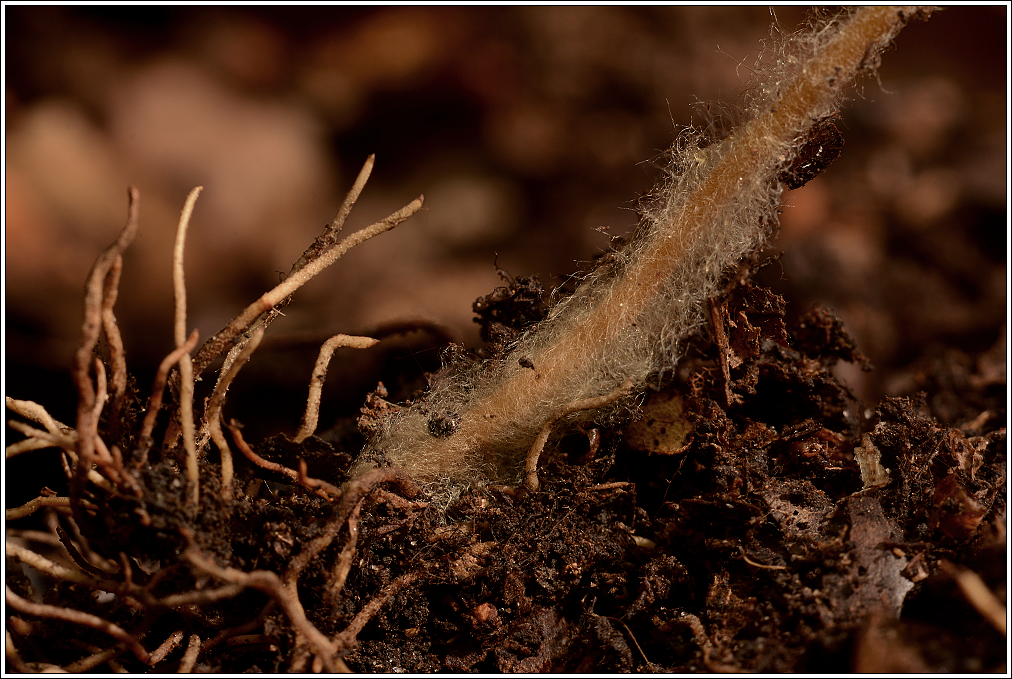
Prorůstání hyf ke kořenům rostliny

Zelená haustoria poloparazitů jsou napojena na dřevo (xylém) hostitele, ze kterého získávají vodu a minerální látky. Příkladem je jmelí (Viscum album, V. abietis, V. laxum), ochmet evropský (Loranthus europaeus), černýš (Melampyrum), kokrhel (Rhinanthus), světlík (Euphrasia)… Nezelená haustoria parazitů jsou napojena současně na dřevo i lýko (floém) hostitele. Z lýka přijímají asimiláty (cukry), ze dřeva vodu a minerální látky; příkladem je kokotice evropská (Cuscuta europaea).
Nejrozšířenějším symbiotickým vztahem v půdním prostředí je asociace mezi kořeny a mykorhizními houbami.
 Je-li mykorhiza mutualistická, rostlina poskytuje houbě produkty fotosyntézy (sacharidy) a houba rostlině vodu s rozpuštěnými minerálními látkami. Při mykorhizní symbióze nikdy nezasahuje podhoubí (mycelium) do středního válce kořenu rostliny.

### Rhizosféra
Kořeny rostlin uvolňují do půdy v těsné blízkosti (v tzv. rhizosféře) aktivně i pasivně množství organických látek a také ionty, např. fosforečné. Tyto rhizodepozice zahrnují například sliz produkovaný kořenovou čepičkou (tvořený převážně polysacharidy), odlupující se vnější vrstvu kořenů a kořenové exsudáty. Na produkci kořenových výměšků reagují i rostlinné patogeny přítomné v půdě.

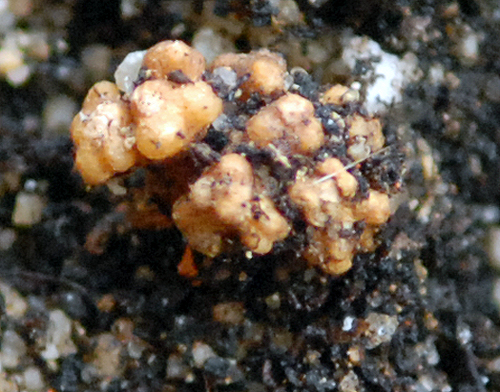
Korálovité kořeny cykasu indického (Cycas circinalis) jsou velmi křehké; vyrůstají na povrch kolem rostliny

Rhizosféra je zóna převážně komensálních a mutualistických vztahů mezi rostlinami a mikroorganismy.
V půdě se u kořenů vyskytuje množství mikroorganismů. Ve vzdálenosti 0–1 mm je to 120 miliard bakterií v jednom centimetru krychlovém půdy. Ve vzdálenosti 1–5 mm 96 miliard bakterií, ve vzdálenosti 5–10 mm 41 miliard bakterií, ve vzdálenosti 10–15 mm 34 miliard a ve vzdálenosti 15–20 „pouhých“ 13 miliard bakterií v 1 cm³ půdy. U kořene je tedy zhruba 10× více bakterií než ve vzdálenosti dvou centimetrů od jeho povrchu.
Na kořenech některých rostlin (motýlokvěté, olše, cykasy, rakytník řešetlákový, voskovník obecný aj.) vytvářejí bakterie  hlízovité a korálovité výrůstky. Takzvané kořenové hlízky slouží příjmu dusíku ze vzduchu a při rozpadu obohacují půdu vázaným dusíkem.

## Rozlišování kořenů

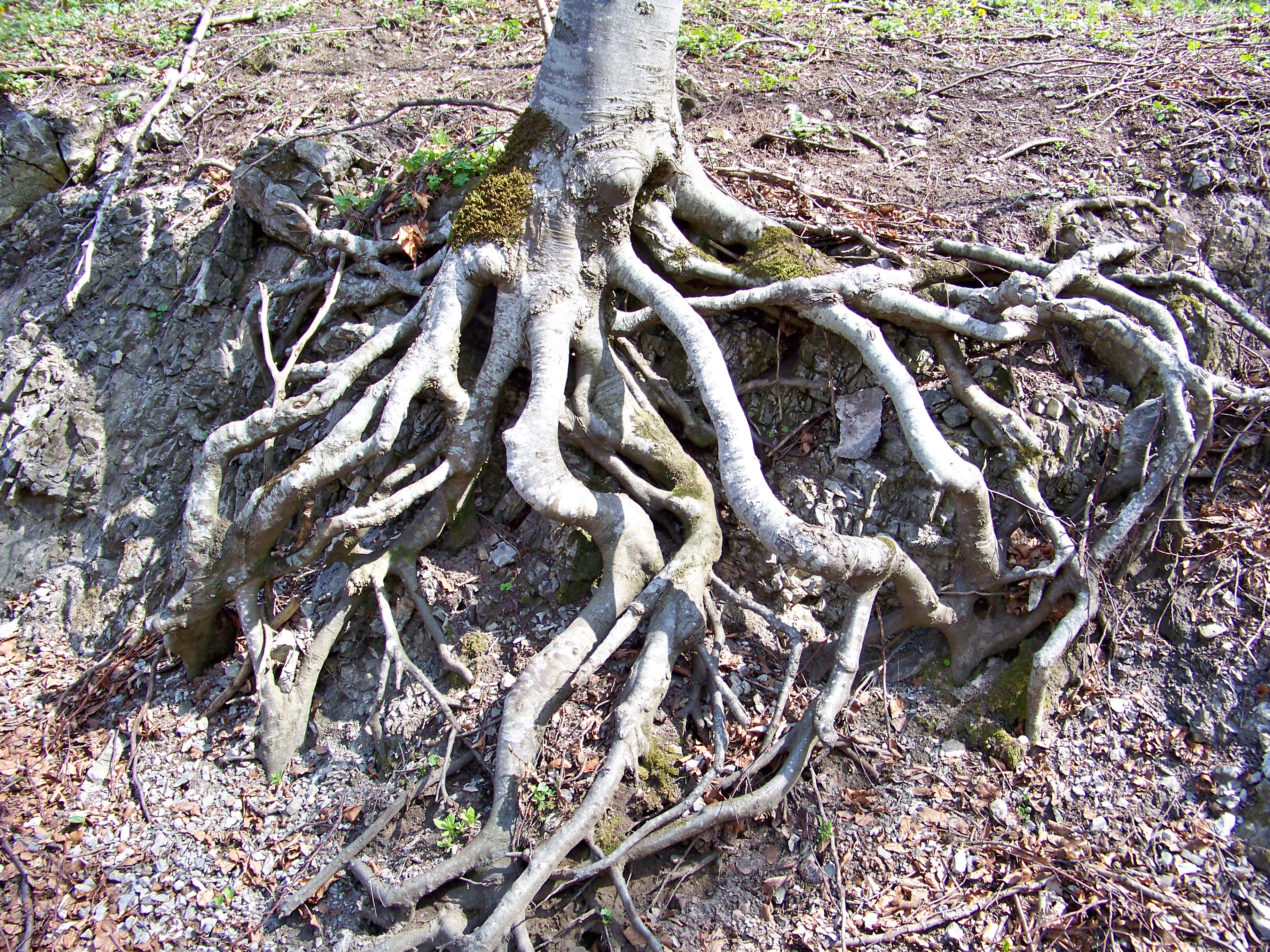
Kořenový systém

Celý rozvětvený kořen se nazývá kořenový systém, kořenová soustava nebo kořání.
- Rozlišit lze:
  - kořen hlavní (primární, radix primaria) – vyvíjí se z klíčící rostliny; dorůstá většínou pozitivně geotropicky; později bývá tlustý, zužující se; větví se z něho kořeny postranní;
  - kořeny postranní (sekundární) – vyrůstají z hlavního kořene, rostou horizontálně nebo šikmo dolů, příp. geotropicky. Kořeny třetího řádu vyrůstají všestranně, bez geotropické orientace.[3]
- Podle původu se kořeny dělí na:
  - embryonální – kořen, který vznikl z kořenového pólu embrya (z radikuly); je označován také jako hlavní nebo primární;
  - adventivní (přídatný) – jakýkoli kořen kromě kořene embryonálního nebo postranního; vyrůstá z jakkékoli části rostliny kromě hlavního kořene – z kmene, větve (např. fíkovník banyán), stonku (např. kukuřice), oddenku, listu.
- Podle charakteru kostry kořenového systému v jeho centrální části:
  - kůlový kořenový systém – s jedním silně vyvinutým dřevnatějícím hlavním kůlovým kořenem (radix palaris) vnikajícím hluboko do země a dobře upevňujícím rostlinu; kůlový kořen je geotropicky orientovaný; z postranních kořenů ve vyšším věku vyrůstají kořeny kotevní (např. dub, jedle, borovice lesní; mladé stromky se těžko dobývají, špatně snášejí přesazování, hůře se ujímají; z bylin mrkev, petržel, černý kořen aj., nesnášejí přepichování a přesazování);
  - srdčitý kořenový systém – kořenový systém s více šikmými tlustými kořeny; kůlový (hlavní) kořen v systému chybí nebo je málo vyvinutý – růst kůlového kořene s věkem stromu slábne, takže ho tlusté vedlejší kořeny dorostou (např. buk lesní, modřín evropský, javor, lípa, tis);
  - kotevní (plochý, talířovitý) kořenový systém – kořeny se rozvíjejí a talířovitě rozprostírají ve vrchních vrstvách půdy; kořenový systém s dominantními kořeny rostoucími vodorovně a mělce pod povrchem, z nich s přibývajícím stářím vyrůstají svislé kotevní kořeny; kůlový (hlavní) kořen v systému chybí (např. smrk, jasan, jeřáb, vrba).[13]

## Metamorfózy kořene

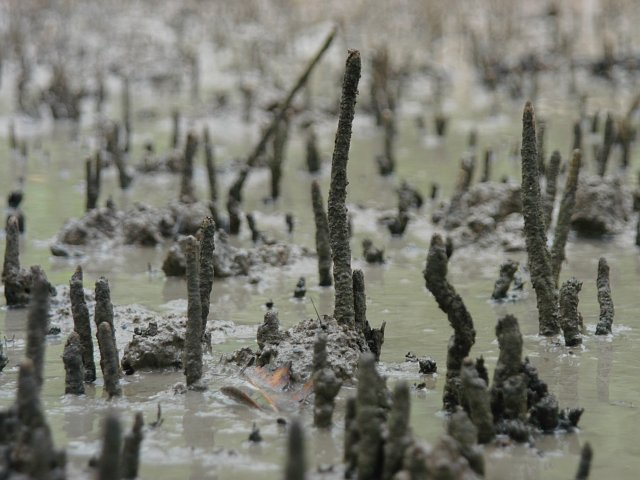
Dýchací kořeny kolíkovníku černého (Avicennia germinans) rostou negativně geotropicky

Kořeny mohou v průběhu fylogenetického vývoje měnit funkci; tomu poté odpovídá jejich vnitřní stavba a změněný tvar.
- kořen asimilační (radix assimilans, k. zelený, r. viridis) – kořen adventivní, často zploštělý, obsahující chloroplasty;[14] kořeny přejímají funkci listů (např. některé epifytické orchideje); kořeny haluchy vodní a kotvice plovoucí plovoucí na hladině zelenají;
- kořen deskovitý (radix tabuliformis, r. planiformis) – postranní zploštělý kořen vytvářející poměrně tenkou, ale 2–3 m vysokou desku; např. fíkovník pryžodárný (Ficus elastica);[14]
- kořen dýchací (radix pneumatophora) – postranní kořen rostoucí z půdy do vzduchu (negativně geotropicky), zprostředkovává přístup vzdušného kyslíku do podzemních orgánů, vyskytuje se u dřevin, které rostou v bažinách teplých krajů (např. tisovec dvouřadý – Taxodium distichum)[14] a u obojživelné keřové a stromové vegetace mangrove;
- kořen hlízovitý (radix tuberiformis)[14] – kořenová hlíza, ztlustlý kořen, který převzal funkci zásobní (např. povijnice batátová (Ipomoea batatas) a jiné batáty, orsej jarní, jiřiny aj.);
- kořen chůdovitý (radix gralliformis) – adventivní kořen vyrůstající z dolní části stonku obloukem nebo šikmo dolů a upevňující rostlinu v půdě, např. kukuřice setá (Zea mays)[14]; slouží též k podpoře rostlin na zbahněných nebo sypkých půdách, např. v bahenních pralesích; vyskytuje se také u palem z čeledi arekovité rodu Socratea (Socratea exorrhiza aj.) a Iriartea (Iriartea deltoidea) v nížinách a podhorských polohách na svazích And přibližně do 1400 m n. m. nebo u palmy Cyphophoenix fulcita rostoucí na skalnatém terénu v Nové Kaledonii;[15]
- kořen příčepivý (radix alligans) – adventivní, u dřevitých lián, zpravidla krátký, nerozvětvený, přidržuje rostlinu k podložce, například břečťan popínavý (Hedera helix);[14] loubinec trojlaločný (Parthenocissus tricuspidata, přísavník trojlaločný, lidově psí víno), rod křivouš (Campsis);
- kořen stahovací (kontraktilní, zatahovací; radix contractilix) – v horní části je kroužkovaný a má kontraktilní buňky, které se mohou zmenšovat a tak zkracovat délku kořene, čímž se rostlina zatahuje hlouběji do půdy (Allium, Crocus, Lilium, Tulipa);[14] tím, že je báze prýtu kontrakcí kořene stažena k povrchu nebo pod povrch půdy, nastanou optimální podmínky ke vzniku adventivních kořenů; častý u dvouděložných i jednoděložných rostlin (např. vojtěška, řepa, cibule jednoděložných rostlin – česnek, hyacint, ladoňka, lilie, modřenec, ocún, tulipán; bledule, narcis, sněženka, šafrán aj.);
- kořen válcovitý (radix cylindrica) – po celé délce stejné tloušťky, například křen (Armoracia);
- kořen vřetenovitý (radix fusiformis) – protáhlý, ke spodu znenáhla zúžený, například petržel (Petroselinum);
- kořen vzdušný zavlažovací, hydrofilní (radix aerea hydrophyla) – většinou adventivní, vyrůstající z kteréhokoli místa nadzemního stonku, sloužící k sání vodních par, je častý u tropických epifytů, např. monstera skvostná (Monstera deliciosa), Philodendron, Vanilla – vanilka aj., a často také asimiluje;[14] kořeny vypadají jako provazce;
- kořen záchytný (radix prehens) – u dřevin rostoucích na nepevné půdě na svahu; roste proti svahu a na konci se bohatě rozvětvuje a tím rostlinu upevňuje;[14]
- kořen zásobní (radix proventitia) – různě ztlustlý s bohatě vyvinutým parenchymatickým pletivem, které obsahuje organické sloučeniny.[14]

### Další pojmy
- bulva – zásobní orgán; vznikne, pokud se na tvorbě hlízy účastní i část stonku (hypokotyl); orgán typický pro řepu, celer, ředkvičku aj.;
- kořen nodální – adventivní kořen vyrůstající ze stonkové uzliny čili nodu (uzel, uzlina – nodus);
- kořen seminální – jakýkoli kořen, který je založen již v embryu; například v embryu trav jsou kromě radikuly vytvořeny základy dalších adventivních kořenů;
- kořenový náběh – žebrovitý útvar, který vystupuje nad půdu a vyztužuje přízemní část kmene; tvoří se, když strom roste v nestabilní půdě (bahnité, méně výživné) a v náročných podmínkách svahu; kořenové náběhy výrazně zesilují spodní oddenkovou část kmene.

## Galerie

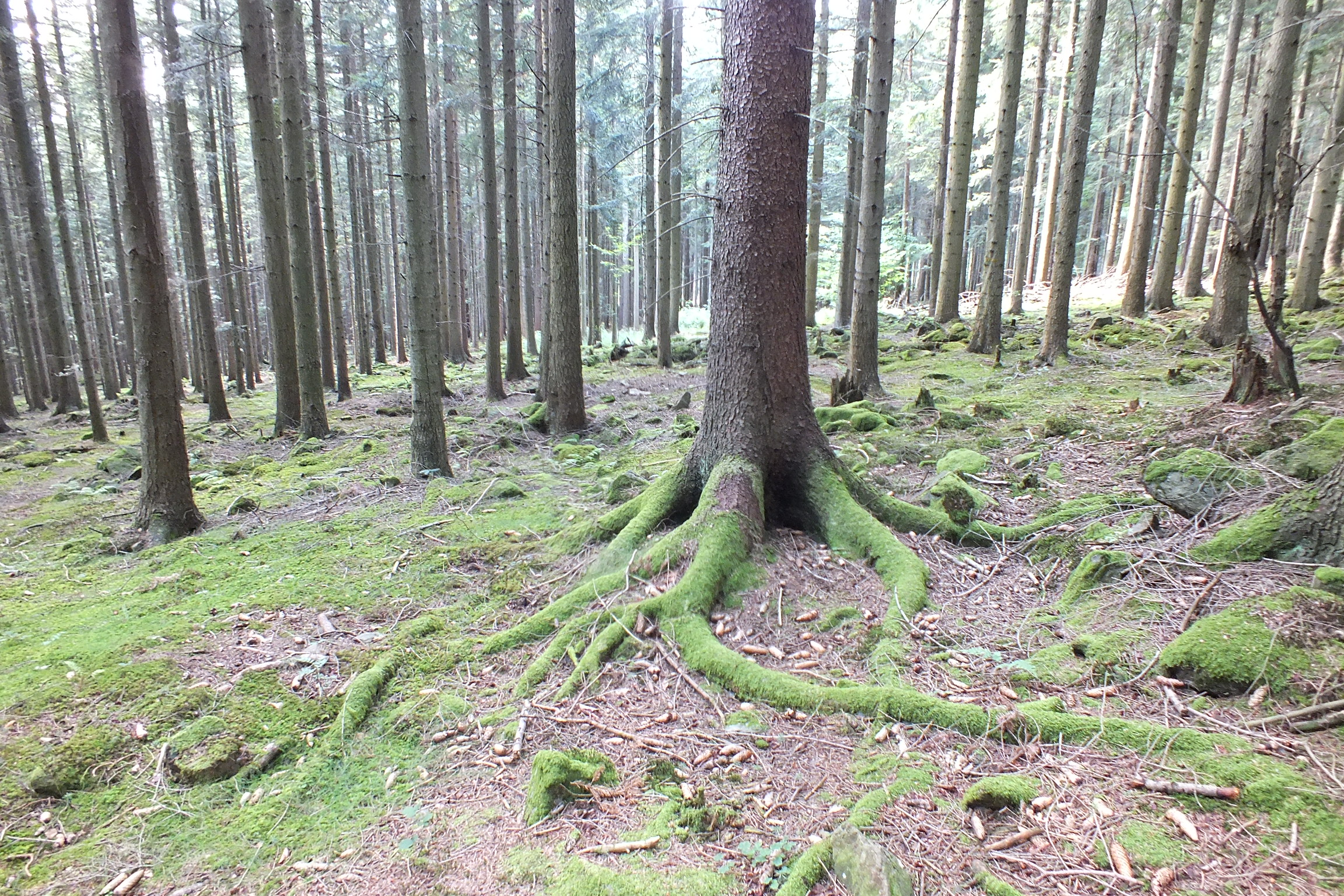
Kořeny smrku; východní svah Želivského vrchu
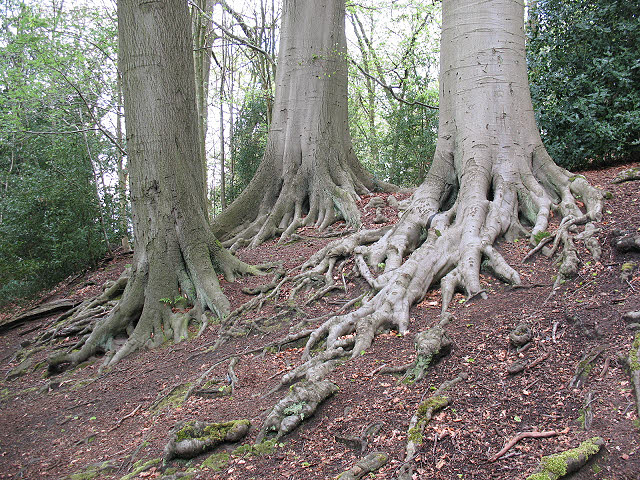
Kořeny buku
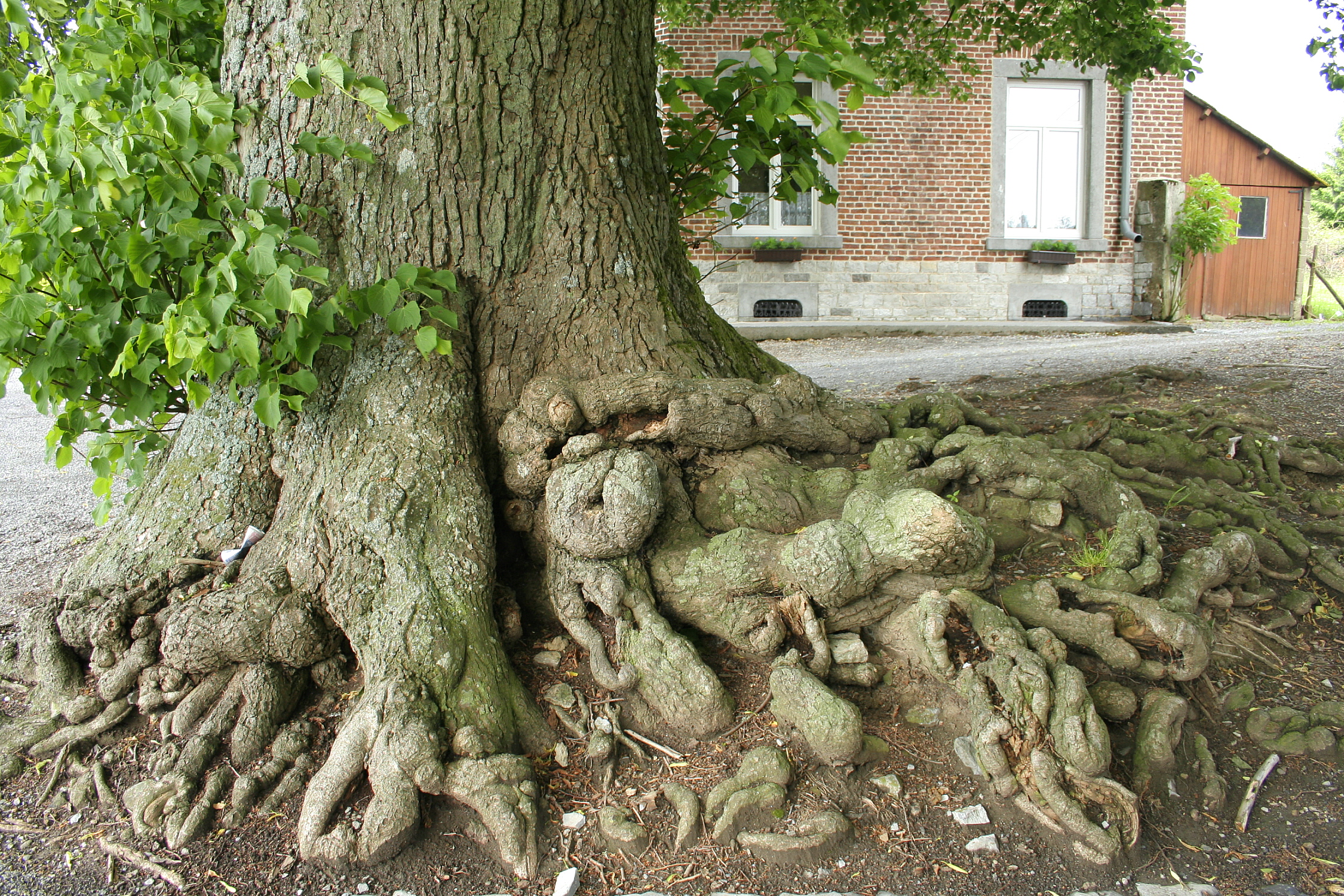
Kořeny lípy velkolisté
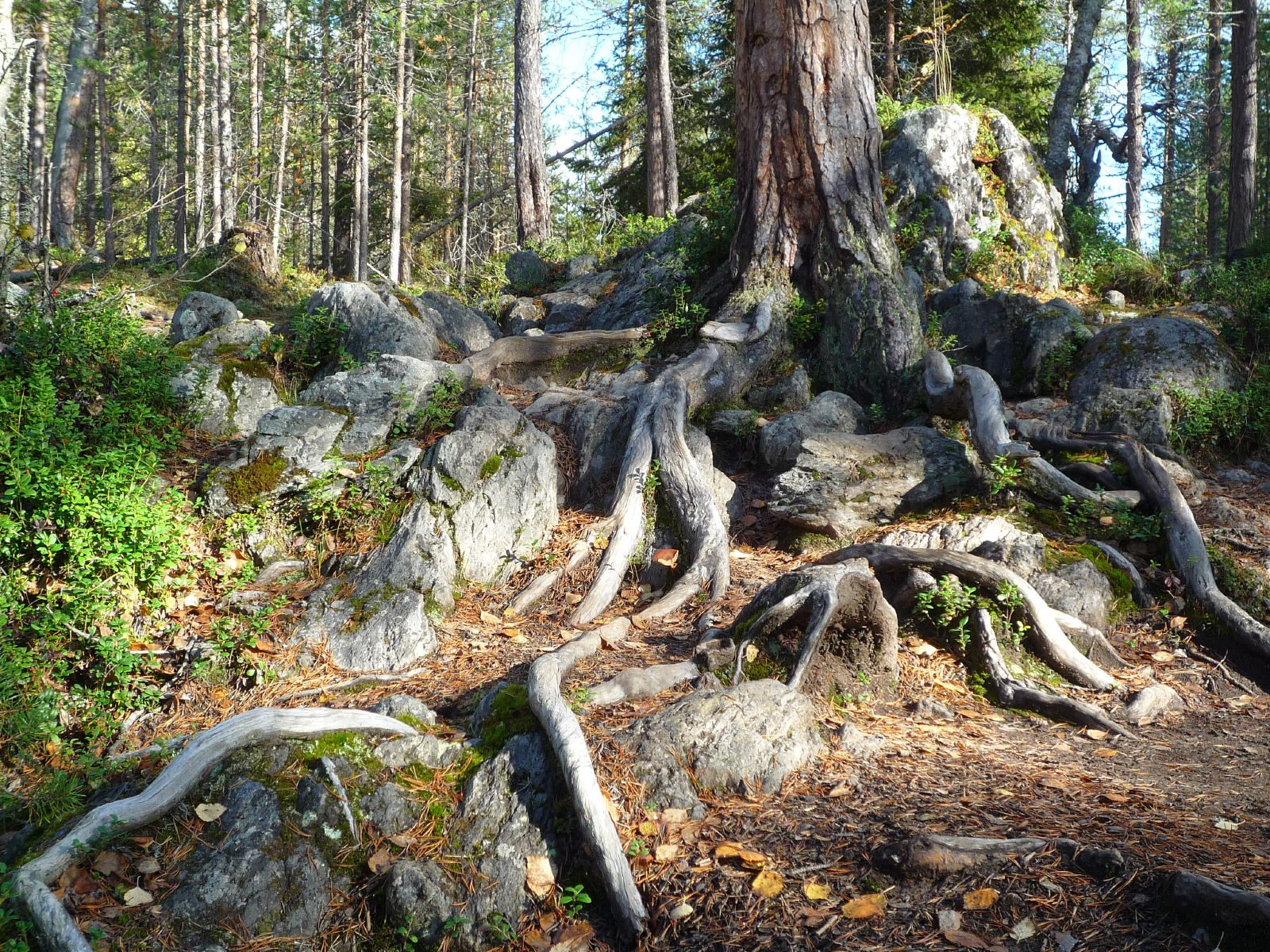
Kořeny borovice; NP Oulanka, severní Finsko
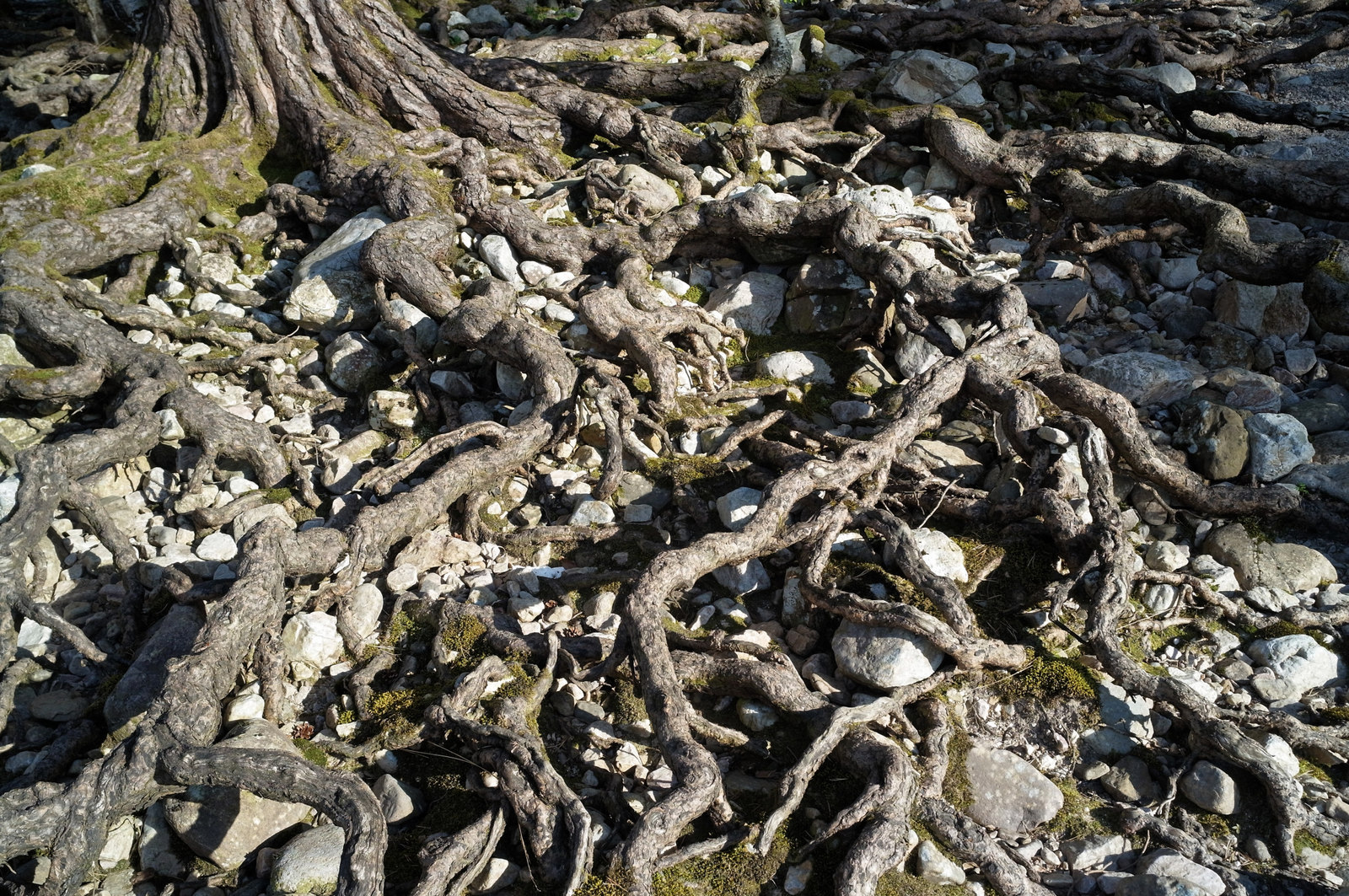
Odkryté kořeny borovice lesní, jezero Loch Maree
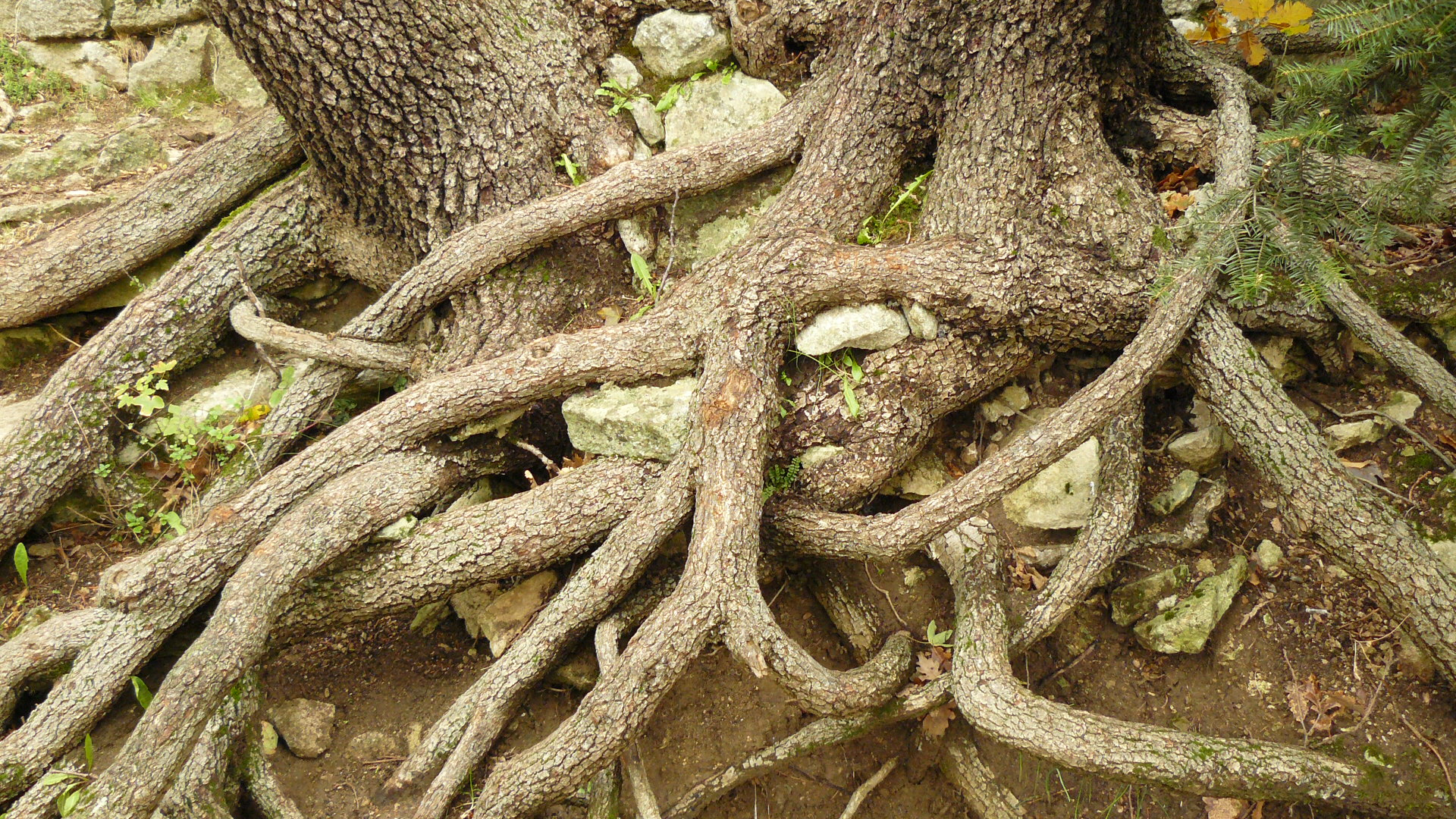
Kořeny modřínu; Monte Titano, republika San Marino
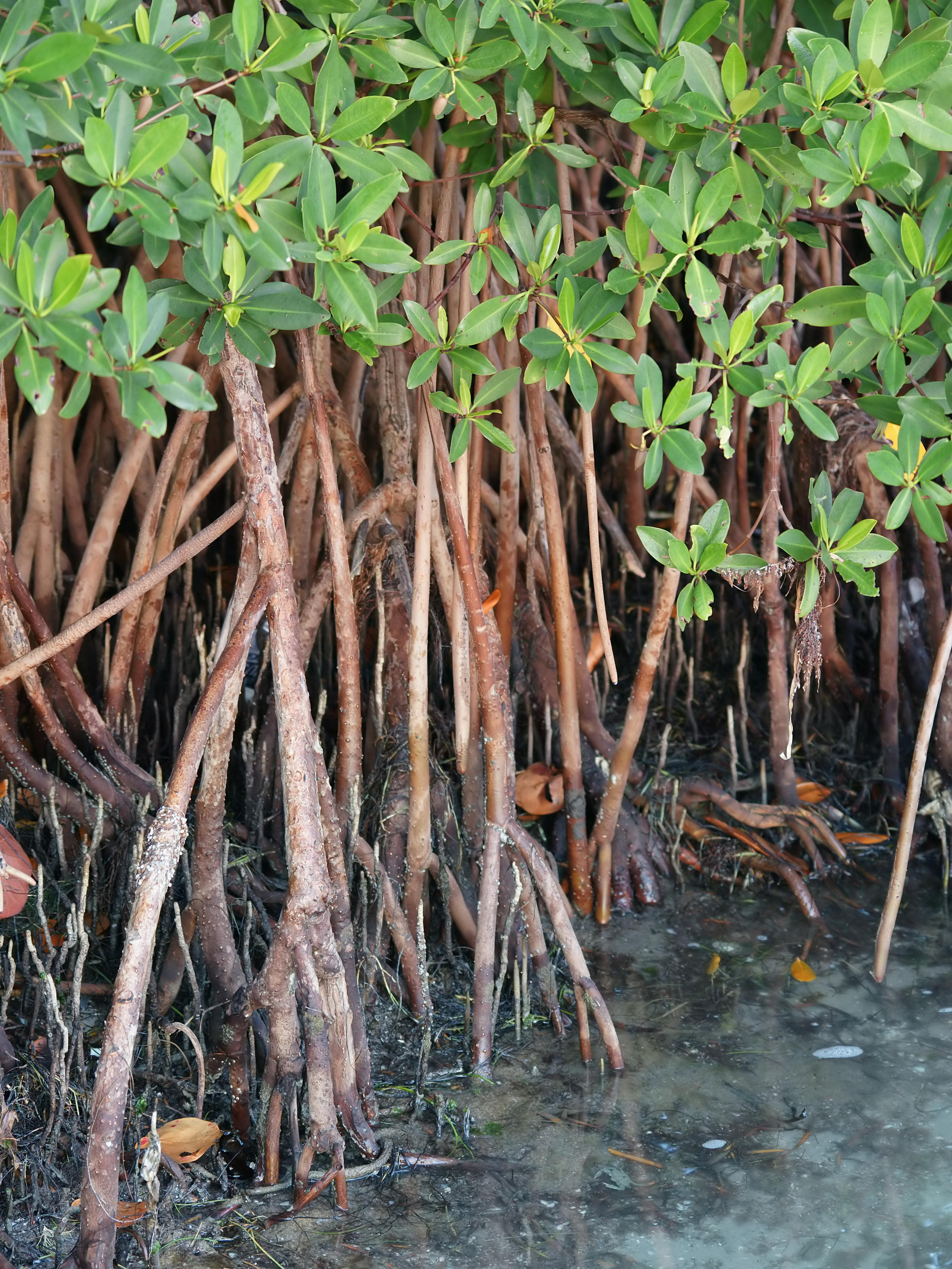
Chůdovité kořeny kořenovníku obecného
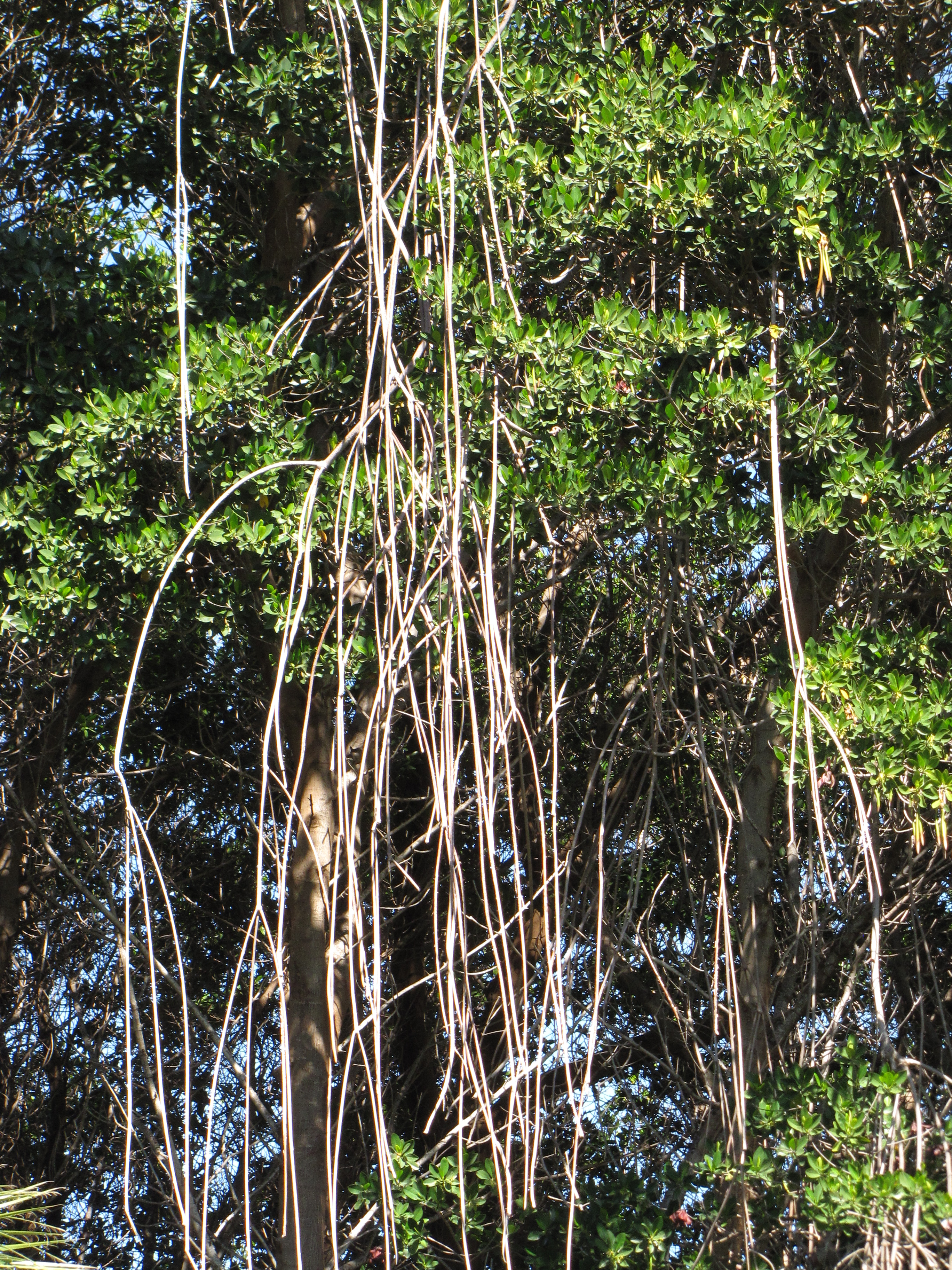
Vzdušné kořeny kořenovníku obecného
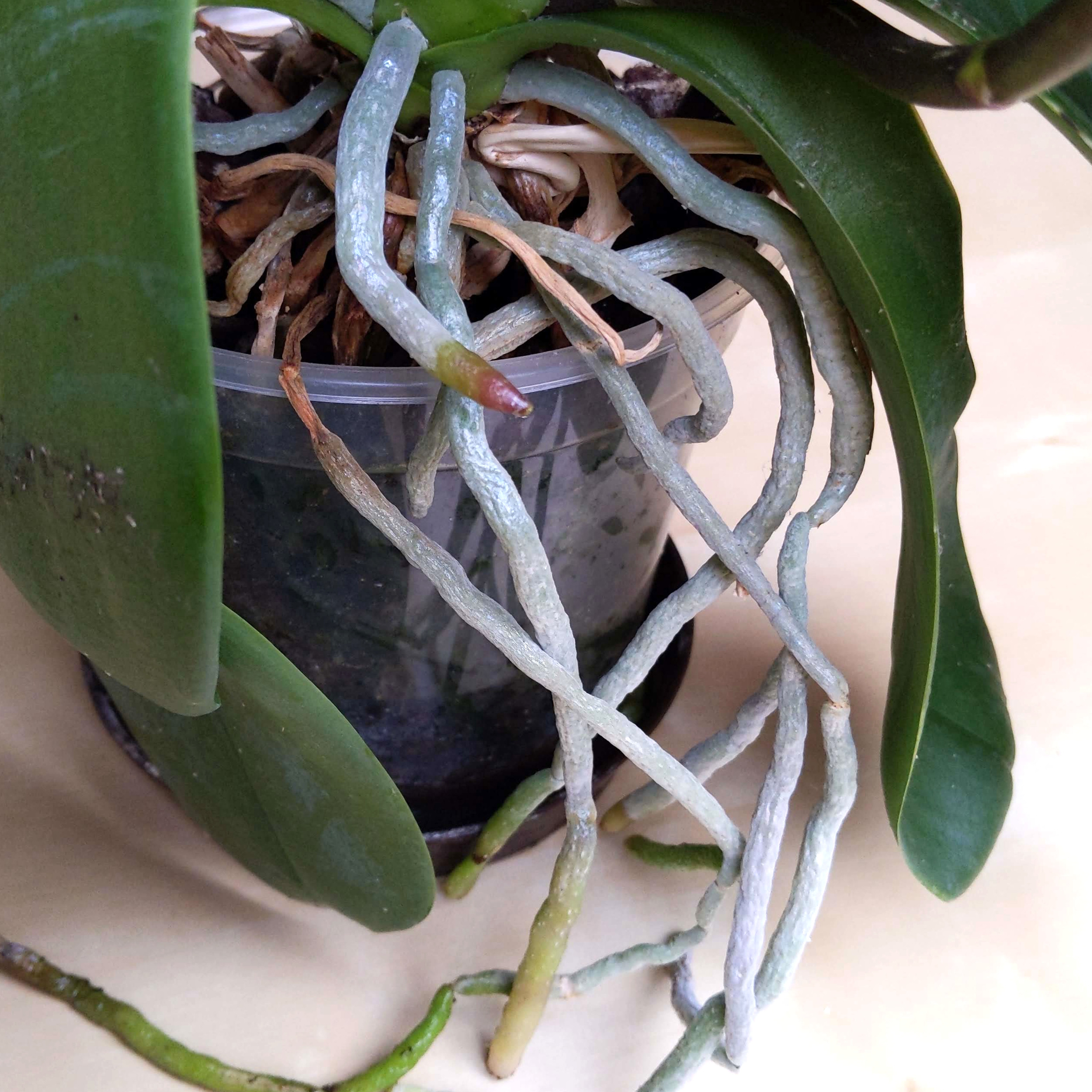
Vzdušné kořeny hybridu orchideje Phalaenopsis

## Využití
Kořeny lze využít například jako:
- potravina, ke konzumaci: celer, hadí mord španělský, kozí brada pórolistá, křen, lopuch větší, mrkev obecná, pastinák setý, petržel obecná, ředkev setá letní čili ředkvička, ředkev setá bílá, řepa červená, sevlák, tuřín;
- surovina v potravinářském průmyslu: řepa cukrovka, čekanka obecná, lopuch větší;
- léčivá droga: kostival, kozí brada luční, lopuch větší, pastinák, pampeliška;
- droga užívaná k výrobě léčiv: rulík;
- krmivo hospodářských zvířat: krmná řepa.

## Historie poznávání kořene
Kořen jako jednu ze základních morfologických kategorií definoval již ve starověku Theofrastos (asi 372–287 př. n. l.). V pojednání De historia plantarum definoval jako hlavní morfologické kategorie rostlin kořen, stonek, větev a větvičku. Za kořen považoval všechny podzemní části rostliny a mezi kořeny zařadil i vzdušné kořeny fíkusu nebo příčepivé kořeny břečťanu. Rozlišoval kořen hlavní, kořeny vedlejší i adventivní.
Podstatný pokrok v poznání anatomické stavby kořenů přinesli zakladatelé rostlinné anatomie lékaři Marcello Malpighi (Anatomes plantarum, 1675–1679) a Nehemiah Grew (Anatomy of roots, 1673), kteří již mohli pracovat s mikroskopem.
Srovnávací morfologie, jejímž zakladatelem byl básník J. W. Goethe, přinesla další pokrok v poznání kořenů. V následujících 150 letech ovlivňovalo morfologii rostlin jeho dílo Versuch die Metamorphose der Pflanzen zu erklären (Pokus o vysvětlení metamorfózy rostlin) z roku 1790.

## Zajímavost
Ida Rystonová ve svém Průvodci lidovými názvy rostlin uvádí 230 lidových názvů – slovních spojení s výrazem kořen. Některé z lidových názvů pojmenovávají dva, tři i více druhů rostlin.